# Цирденій-Марі
Цирденій-Марі (рум. Țârdenii Mari) — село у повіті Бакеу в Румунії. Входить до складу комуни Бледжешть.
Село розташоване на відстані 253 км на північ від Бухареста, 27 км на північний захід від Бакеу, 90 км на південний захід від Ясс, 138 км на північний схід від Брашова.

## Населення
За даними перепису населення 2002 року у селі проживали 784 особи, усі — румуни. Усі жителі села рідною мовою назвали румунську.